# Celestina (mineral)

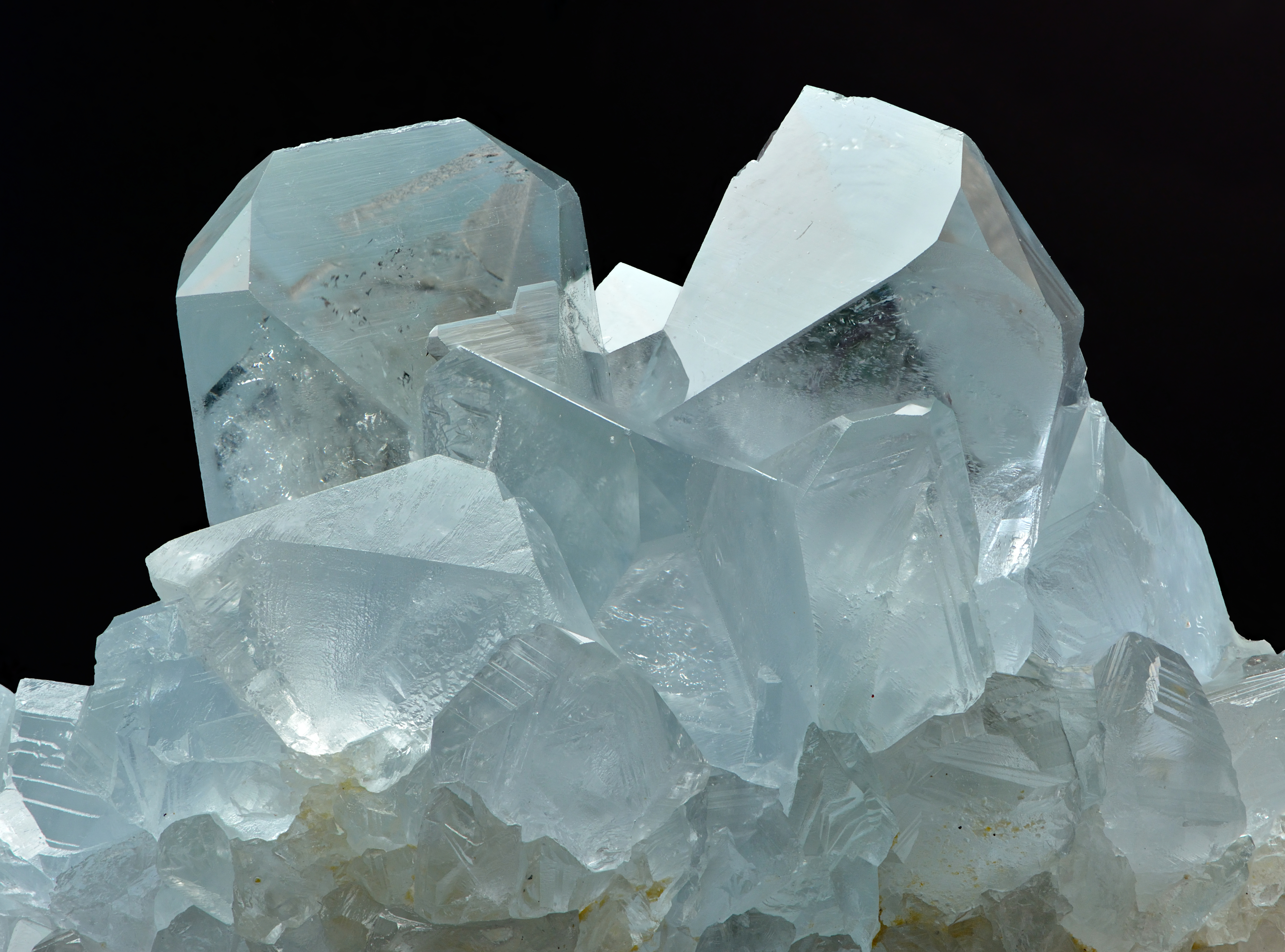
Detalle de cristales de celestina

La celestina o celestita es una variedad mineral de sulfato de estroncio y la principal fuente del estroncio. Su nombre deriva de 'caelestis', en alusión al color azul de una de sus variedades. Su fórmula química es SrSO4. Es de la clase de los sulfatos, y de la subclase de los sulfatos anhidros. Pertenece al grupo de la baritina, porque tiene propiedades muy parecidas a las de la barita (Sulfato de Ba).

## Historia
El estudio químico fue hecha por  Martin Heinrich Klaproth en 1797,  pero la celestina solamente fue descrita y nombrada por Abraham Gottlob Werner en el año siguiente en 1798. El nombre fue inspirado por el latín  coelestis o caelestis: 'celeste', es decir azul en referencia al color de su primeras muestras.

## Formación y yacimientos
Se forma en los yacimientos salinos y en los de azufre; en algunos yacimientos metalíferos y dentro de varias formaciones de rocas sedimentarias, sobre todo calcáreas. Se encuentran entre calizas y areniscas, revistiendo cavidades. Los principales productores de celestina son España, China (que se alternan en el primer puesto según los años) y México. La producción mexicana se obtiene fundamentalmente en San Pedro de las Colonias, Coahuila.

## Obtención en el laboratorio
Haciendo reaccionar una sal soluble de Sr con un sulfato soluble, por ejemplo (NH4)2SO4 o Na2SO4).
{\displaystyle Sr(NO_{3})_{2}(aq)+Na_{2}SO_{4}(aq)\rightarrow SrSO_{4}\downarrow +2NaNO_{3}(aq)}
el precipitado se lava con agua fría 2 o 3 veces y se pone a secar.
La solución se evapora y se recupera la sal formada.

## Utilización
Se usa en la preparación de compuestos de estroncio, especialmente  de nitrato  y carbonato de estroncio, utilizados para la fabricación de las pantallas de los tubos catódicos de las televisiones en color,  para fuegos artificiales, balas trazadoras, en el refinado de azúcar de remolacha, para el vidriado de cerámica, para eliminar el plomo en el refinado del zinc y en otras aplicaciones. También se usa en la industria de la energía nuclear.

## Características
Aparte de las descritas en la tabla de la derecha, la celestina es difícilmente soluble en ácidos; se presenta en cristales tabulares o en agregados paralelos, fibroso o granular.  Se caracteriza por presentar a veces cristales finos como agujas y muy brillantes.